# Arthur Henrique Bernhardt
Arthur Henrique Bernhardt, Kurzname: Arthuro (* 27. August 1982 in Florianópolis, Santa Catarina) ist ein ehemaliger brasilianischer Fußballspieler mit italienischem Pass.

## Fußball-Karriere
Nach einem kurzen Gastspiel in Deutschland beim Hamburger SV in der Jugend startete Arthuro seine Profi-Karriere 1999 bei Criciúma EC. Im folgenden Jahr wechselte er mit 18 Jahren wieder ins Ausland und verbrachte drei Jahre beim FC Middlesbrough, wo er allerdings in der ersten Mannschaft nicht zum Einsatz kam.
2003 entschied sich der Angreifer zu einem Wechsel zu Racing Santander, wo er auf sieben Einsätze und drei Tore für das Reserveteam in der dritthöchsten spanischen Spielklasse kam. Ein weiteres Jahr später verpflichtete ihn der spanische Zweitligist Sporting Gijón. In 25 Spielen erzielte er sechs Treffer. Nach nur einer Spielzeit verpflichtete ihn Deportivo Alavés. In drei Jahren schoss er sechs Tore in 29 Spielen. Zudem wurde er 2007 an FC Córdoba ausgeliehen.
Von Alavés im Juni 2008 aussortiert, wechselte Arthuro überraschenderweise nach Rumänien zum Champions-League-Teilnehmer Steaua Bukarest. Nach einem halben Jahr verabschiedete sich der Brasilianer mit einem Treffer aus neun Spielen.
2009 verpflichtete ihn der russische Provinzklub Terek Grosny. Er kam nie zum Einsatz, sodass er noch im Mai desselben Jahres zu Flamengo Rio de Janeiro in seine Heimat wechselte.
In seinem Heimatland war er jedoch auch nicht erfolgreich und schloss sich daher dem spanischen Zweitligisten Celta Vigo an. Anfang Januar 2010 jedoch einigten sich beide Parteien nach schwachen Auftritten in elf Partien auf eine Vertragsauflösung. Arthuro fand jedoch schnell einen neuen Arbeitgeber, Al-Dhafra in den Vereinigten Arabischen Emiraten.
Es folgten weitere Stationen in Portugal, Malaysia, Brasilien, Luxemburg und Spanien. Dort beendete er im Januar 2018 bei CE Sabadell seine aktive Karriere.